# Ставицкий, Сергей Петрович
Сергей Петрович Ставицкий (15 [27] августа 1886 года — 27 мая 1953) — советский вице-адмирал (1940), профессор (1935). В 1937—1938 годах - начальник Военно-морской академии РКВМФ им. К. Е. Ворошилова, разработчик «Боевого устава Морских сил РККА» (1937).

## Биография
Поступил на службу в Российский императорский флот в 1904 году.
За время, проведённое в русском флоте, был младшим штурманом, вахтенным офицером, ревизором, артиллеристом броненосного крейсера «Диана», учебного судна «Азия», эсминца «Москвитянин», учебного корабля «Петр Великий», крейсера «Громобой». С августа 1914 по март 1917 являлся старшим артиллеристом, с марта 1917 - старшим помощником командира линейного корабля «Севастополь» Балтийского флота. Участник Первой мировой войны. Старший лейтенант (5 сентября 1916 года).
После Октябрьской революции продолжил службу в РККФ. Участвовал в Ледовом походе Балтийского флота 1918 года. Участник Гражданской войны в России. Командир линейного корабля «Парижская коммуна» (апрель — ноябрь 1918 года; февраль 1919 — февраль 1920 года), линейного корабля «Петропавловск»(ноябрь 1918 — февраль 1919 года), одновременно преподаватель тактики артиллерии в Морской академии (октябрь 1919 — ноябрь 1920 года).
Участник подавления Кронштадтского мятежа (1921 год).
| Период                     | Должность                                                                           |
| -------------------------- | ----------------------------------------------------------------------------------- |
| декабрь 1920 — апрель 1921 | помощник начальника Оперативного отдела штаба Балтийского флота                     |
| апрель — ноябрь 1921       | начальник Оперативного управления штаба РККФ                                        |
| ноябрь 1921 — апрель 1924  | преподаватель                                                                       |
| апрель 1924 — май 1926     | помощник начальника ВМА РКФ                                                         |
| май 1926 — октябрь 1927    | командир дивизии линейных кораблей Морских сил Балтийского моря                     |
| октябрь 1927 — май 1932    | начальник кафедры общей тактики ВМА РКФ                                             |
| май — октябрь 1932         | командир бригады линейных кораблей Морских сил Балтийского моря                     |
| октябрь 1932 — апрель 1937 | начальник кафедры цикла тактики командного факультета ВМА РККА им. К. Е. Ворошилова |
| апрель — август 1937       | начальник кафедры общей тактики ВМА РККА им. К. Е. Ворошилова                       |
| август 1937 — июнь 1938    | начальник ВМА РКВМФ им. К. Е. Ворошилова                                            |
| с июня 1938                | начальник кафедры общей тактики ВМА РКВМФ им. К. Е. Ворошилова                      |
| с декабря 1939             | начальник командного факультета ВМА РКВМФ им. К. Е. Ворошилова                      |

В 1935 году присвоено воинское звание флагман 2-го ранга, в 1940 году переаттестован с присвоением воинского звания вице-адмирал.

## Участие в Великой Отечественной войне
После начала Великой Отечественной войны вступил в должность заместителя по морской части при главнокомандующем войсками Северо-Западного направления (июль — сентябрь 1941 года). Участвовал в разработке плана морской обороны Ленинграда, в организации артиллерийского обстрела объектов противника и в руководстве морскими операциями на Балтийском море, Ладожском озере и в целом Северном театре военных действий.
С 15 сентября по конец октября 1941 года был исполняющим обязанности начальника Оперативного управления Главного морского штаба ВМФ. С конца октября по конец ноября участвовал в управлении морскими операциями на Черноморском флоте при обороне Севастополя, Керченско-Феодосийской десантной операции, обороне Таманского полуострова в должности помощника главкома вооруженных сил Крыма по морской части. В качестве представителя Главного Морского штаба участвовал в подготовке и руководстве Керченско-Феодосийской десантной операции (декабрь 1941 — январь 1942 года). Начальник Управления боевой подготовки (февраль 1942 — август 1943 года), заместитель начальника Главного морского штаба — начальник Управления боевой подготовки (август 1943 — ноябрь 1944 года). Указом Президиума Верховного Совета СССР «за умелое и мужественное руководство боевыми операциями и за достигнутые в результате этих операций успехи в боях с немецкими захватчиками» вице-адмирал Ставицкий 22 июля 1944 года был награждён орденом Нахимова I степени.
Заместитель начальника ВМА им. К. Е. Ворошилова по НУР (ноябрь 1944 — июнь 1950 года). Указом Президиума Верховного Совета СССР «за долголетнюю плодотворную службу в ВМФ» вице-адмирал Ставицкий был награждён орденом Красного Знамени 3 ноября 1944 года. Член Комитета по Сталинским премиям в области науки и изобретательства (март 1940 — март 1947 года). Член КПСС с 1946 года.
Ставицкий опубликовал несколько книг и десятки статей по вопросам тактики морской артиллерии и общей тактики морских сил. С июня 1950 года в отставке.
Похоронен в Ленинграде на Серафимовском кладбище.

## Награды
Награды Российской империи
- Орден Святой Анны III степени(1915), мечи и бант к нему (1916);
- Орден Святого Станислава III степени (1913);

Награды СССР
- Орден Ленина (1945)[4];
- Четыре ордена Красного Знамени (1928, 1942, 1944[5], 1947);
- Орден Нахимова I степени (1944)[6];
- Орден Красной Звезды (1936);
- Медаль «XX лет Рабоче-Крестьянской Красной Армии»;
- Медаль «За оборону Ленинграда»;
- Медаль «За оборону Севастополя»;
- Медаль «За оборону Кавказа»;
- Медаль «За победу над Германией в Великой Отечественной войне 1941—1945 гг.»;
- Юбилейная медаль «30 лет Советской Армии и Флота».

## Отзывы
Общую тактику читал С. П. Ставицкий. Я не встречал в жизни человека, более собранного и более экономного в изложении своих мыслей. Из напечатанной лекции С. П. Ставицкого нельзя было вычеркнуть ни одного слова или предлога, как нельзя вычеркнуть ни одной цифры из таблицы умножения. Шутки ради мы пробовали это сделать. Ничего не выходило, сразу искажался смысл. Таким С. П. Ставицкий был и в жизни. Человеком дела. Болтать попусту не любил и не умел.— адмирал Ю. А. Пантелеев

## Произведения
- Введение в тактику Военно-морских сил РККА. Конспект-тезисы. Л., 1931;
- Круговая комбинированная артиллерийская диаграмма корабля. Л., 1940;
- Методические основы обороны, наступления, встречного боя. Л., 1941;
- Залпы линкора «Севастополь» // Героическая оборона Петрограда в 1919 году. Воспоминания участников. Л., 1959. С. 333—335.